# بنیتو استفانلی
بنیتو استفانلی (انگلیسی: Benito Stefanelli؛ ۲ سپتامبر ۱۹۲۹ – ۱۸ دسامبر ۱۹۹۹) بازیگر اهل ایتالیا بود. از فیلم‌هایی که وی در آن نقش داشته است می‌توان به خوب، بد، زشت، یک مشت دلار، به خاطر چند دلار بیشتر، روزی روزگاری در غرب ، یک نابغه، دو شریک و یک ساده‌دل، بسیار لذت‌بخش، کاملاً مرده، مسالینا، فصلی از زندگی بزرگان و به من میگن هیچکس اشاره کرد.